# Font del Conc
La Font del Conc és una surgència que procedeix d'una gran bossa d'aigua glaçada de l'antic terme d'Hortoneda de la Conca, pertanyent a l'actual municipi de Conca de Dalt, al Pallars Jussà, en terres dels Masos de la Coma.
Està situat a 1.920 m d'altitud, a l'extrem nord-est del municipi, al vessant septentrional de la Serra del Boumort, a migdia de la Coma d'Orient. És al sud dels Escards de la Font del Comí, al capdamunt -sud- de la Canal del Conc i a prop, a llevant, de lo Pou de Gel.